# James Horner
James Horner   (Los Angeles, 14 d'agost de 1953 - Los Padres National Forest i Santa Barbara, 22 de juny de 2015) fou un compositor de cinema estatunidenc. Nominat nou vegades per a l'Oscar, n'aconseguí dos per Titanic. Se'l distingia per la integració d'elements corals i electrònics en moltes de les seves bandes sonores i per l'ús freqüent d'elements de la música celta.
Horner va compondre la música de més de 100 pel·lícules i va guanyar dos Oscar, dos Globus d'or, tres Premis Satellite, tres Premis Saturn i va ser nominat tres vegades al Premi BAFTA.
La seva música per a Titanic és l'àlbum de banda sonora més venut de tots els temps, mentre que Titanic i Avatar, totes dues dirigides per James Cameron, són les dues pel·lícules més taquilleres de tots els temps.

## Biografia
Fill del respectat dissenyador de Hollywood Harry Horner. La seva família es trasllada a Londres a mitjans dels anys 50, on rebia els seus estudis i finalment estudiava amb György Ligeti a la Royal College of Music. De retorn als Estats Units a mitjans dels anys 70, acaba els seus estudis de música a la Universitat de Califòrnia, on es doctora després d'haver estudiat amb Paul Chihara entre d'altres. Després de treballar un temps al American Film Institute, acaba el seu aprenentatge de teoria musical a l'UCLA i inicia la seva carrera musical.
Horner escrivia una peça de concert d'avantguarda anomenada Spectral Shimmers, que s'estrenava a Indianapolis el 1977 en un auditori mig buit, i amb poca publicitat. Frustrat pel pobre acolliment cap al seu treball des de l'establiment clàssic, Horner comença els seus primers passos en el món del cinema, considerant que les pel·lícules eren l'única sortida possible per la seva música melòdica.

### Inicis al cinema
Horner començava a escriure per a pel·lícules d'estudiants de American Film Institute, abans d'implicar-se amb el productor Roger Corman de New World Pictures el 1979. Començà el 1980 escrivint música per a pel·lícules de baix pressupost com Humanoids from the Deep i Battle Beyond the Stars (1980), fent-se de seguida un nom com a estrella amb bon potencial.
Quan se li demanava que escrigués la segona part de la saga Star Trek Star Trek II: La còlera del Kahn (Star Trek II: The Wrath of Khan) el 1982, la seva cotització pujava meteòricament.
Els seus treballs dels anys 80 i principis del 90 inclïen títols com Krull (1983), Brainstorm (1983), Cocoon (1984), An American Tail (1986), Aliens (1986), Willow (1988), The Land Before Time (1988), Temps de glòria (1989), Camp de somnis (1989), Llegendes de passió (Legends of the Fall) (1994), Braveheart (1995) i Apol·lo 13 (1995).

## Titanic
Horner finalment aconseguia un reconeixement mundial el 1997 quan escrivia la banda sonora per la pel·lícula més taquillera de tots els temps: Titanic, així com la balada per a Céline Dion My Heart Will Go On. Horner guanyava dos Oscars, dos Globus d'or, i el seu àlbum de la banda sonora encapçalava les llistes del Billboard durant dotze setmanes, sense precedents.
Horner era una figura si més no controvertida al món de la música de cinema. Per una banda tenia el reconeixement de gran mestre almenys pel que feia a l'èxit comercial i per altra rebia crítiques constants pel que es considerava auto-plagi o, dit d'una altra manera, la repetició dels seus temes. No obstant això, Horner continuava gaudint de l'èxit a través de pel·lícules recents com La màscara del Zorro (1998), L'home bicentenari (1999), The Grinch (2000), A Beautiful Mind (200]), House of Sand and Fog (2003) i Flightplan (2005). Una de les seves últimes creacions fou la banda sonora de la pel·lícula de Steve Zaillian, All the King's Men (2006).
Horner vivia amb la seva muller, Sarah, i les seves dues filles a Malibu Canyon (Califòrnia). Traspassà el 22 de juny de 2015 arran d'un accident d'avioneta al sud de Califòrnia.

## Premis
Horner va guanyar dos premis Oscar de l'Acadèmia: el 1998, l'Oscar a la millor banda sonora per Titanic i l'Oscar a la millor cançó original ("My Heart Will On On"). Va ser nominat a vuit Oscar addicionals. També va guanyar dos Premis Globus d'Or, tres Satellite, tres Saturn, sis Grammy i va ser nominat tres cops per la British Academy Film Awards.
L'octubre de 2013, Horner va rebre el Premi Max Steiner en la Gala Hollywood a Viena, un guardó concedit per als èxits extraordinaris en el camp de la música del cinema.

## Filmografia
- 1980: Humanoids from the Deep
- 1980: Battle Beyond the Stars
- 1981: Wolfen
- 1981: The Hand
- 1982: Star Trek 2: La còlera del Khan (Star Trek II: The Wrath of Khan)
- 1982: 48 Hours
- 1983: Something Wicked This Way Comes
- 1983: Krull
- 1983: Gorky Park
- 1983: Projecte Brainstorm (Brainstorm)
- 1984: Star Trek 3: A la recerca de Spock (Star Trek III: The Search for Spock)
- 1985: Commando
- 1986: El nom de la rosa (Der Name der Rose)
- 1986: Cocoon
- 1986: Captain EO
- 1986: An American Tail
- 1986: Aliens
- 1987: Projecte X (Project X)
- 1987: Els nostres meravellosos aliats (*batteries not included)
- 1988: Willow
- 1988: Vibes
- 1988: The Land Before Time
- 1988: Cocoon: The Return
- 1989: Honey, I Shrunk The Kids
- 1989: Temps de glòria (Glory)
- 1989: Camp de somnis (Field of Dreams)
- 1990: I Love You to Death
- 1990: Another 48 Hours
- 1991: The Rocketeer
- 1991: Class Action
- 1991: An American Tail: Fievel Goes West
- 1992: Thunderheart
- 1992: Sneakers
- 1992: Patriot Games
- 1993: We're Back! A Dinosaur's Story
- 1993: The Man Without a Face
- 1993: Swing Kids
- 1993: Searching for Bobby Fischer
- 1993: Once Upon a Forest
- 1993: L'informe Pelicà (Pelican Brief)
- 1993: A Far Off Place
- 1994: El guardià de les paraules (The Pagemaster)
- 1994: Llegendes de passió (Legends of the Fall)
- 1994: Clear and Present Danger
- 1995: Jumanji
- 1995: Jade
- 1995: Casper
- 1995: Braveheart
- 1995: Balto
- 1995: Apol·lo 13 (Apollo 13)
- 1996: The Spitfire Grill
- 1996: Ransom
- 1996: Courage Under Fire
- 1997: Titanic
- 1997: L'ombra del diable (The Devil's Own)
- 1998: La màscara del Zorro (The Mask of Zorro)
- 1998: Mighty Joe Young
- 1998: Deep Impact
- 1999: L'home bicentenari (Bicentennial Man)
- 2000: La tempesta perfecta (The Perfect Storm)
- 2001: Iris
- 2001: How the Grinch Stole Christmas
- 2001: Enemic a les portes (Enemy at the Gates)
- 2001: Una ment meravellosa (A Beautiful Mind)
- 2002: Windtalkers
- 2002: Les quatre plomes (The Four Feathers)
- 2003: The Missing
- 2003: House of Sand and Fog
- 2004: Troia (Troy)
- 2004: Misteriosa obsessió (The Forgotten)
- 2004: Bobby Jones: Stroke of Genius
- 2005: El nou món (The New World)
- 2005: La llegenda del Zorro (The Legend Of Zorro)
- 2005: The Chumscrubber
- 2005: Flightplan
- 2006: Apocalypto
- 2006: All the King's Men
- 2008: El noi del pijama de ratlles (The Boy in the Striped Pyjamas)
- 2008: The Life Before Her Eyes
- 2008: Les cròniques de Spiderwick (The Spiderwick Chronicles)
- 2009: Avatar